# باد سهیلی (هرمزگان)
باد سهیلی یکی از بادهای معروف در منطقهٔ استان هرمزگان در جنوب ایران است.
این باد، بادی است تابستانی و گرم که از جنوب شرقی به سمت شمال غربی می‌وزد و در رسیدن میوه، خرما نقش اساسی دارد.